# De lystige koner i Windsor (opera)
 For alternative betydninger, se De lystige koner i Windsor. (Se også artikler, som begynder med De lystige koner i Windsor)
De lystige koner i Windsor (Die lustigen Weiber von Windsor) er en opera i tre akter af Otto Nicolai. Den tyske libretto, der bygger på skuespillet The Merry Wives of Windsor af William Shakespeare, er skrevet af Salomon Hermann von Mosenthal. Den blev uropført på Königliches Opernhaus i Berlin den 9. marts 1849.
Handlingen udspiller sig i Windsor omkring 1600.
Også Verdi skrev en opera over Shakespeares skuespil. Falstaff er en opera, mens Nicolais version er et syngespil, der har talt dialog imellem de musikalske numre.